# Buona come il pane
Buona come il pane è un film italiano del 1982 diretto da Riccardo Sesani.

## Trama
Lisette è una prostituta, che va incontro alle brame di un privilegiato gruppetto di maniaci sessuali, ognuno accontentato nella messinscena delle proprie fantasie sessuali, come il controllore di biglietti del treno che cerca il ticket tra le cosce di Lisette/suora o il militare che deve scovare Lisette/soldatessa in set appositi approntati nell'appartamento che lei condivide con un'amica. Filippo Maria è un giovane astronomo timido, goffo e inesperto. La sua maldestrezza lo porta spesso a combinare disastri, alcuni dei quali lo portano a finire al commissariato, dove l'esser cugino di un onorevole gli permette di essere trattato con una certa benevolenza. Filippo e Lisette si incontrano ed escono insieme, finché convolano a giuste nozze.

## Produzione
Alcuni esterni del film vennero girati presso l'Osservatorio astronomico di Frascati e nei dintorni della fermata Giulio Agricola della Linea A della metropolitana di Roma. Le scene degli interni dell'osservatorio furono girate all'Osservatorio astrofisico di Arcetri presso Firenze.